# Toastwafel
Toastwafels zijn knapperige wafels die vooral worden gegeten bij het ontbijt.
In vergelijking met andere soorten wafels bevatten toastwafels veel eieren, waardoor ze ook wel eierwafels worden genoemd.
Toastwafels kunnen kant-en-klaar worden gekocht in supermarkten in zachte vorm, waarna ze slechts nog hoeven te worden geroosterd in bijvoorbeeld een broodrooster. Ze kunnen worden gegeten met bijvoorbeeld poedersuiker of jam.